# کینوتانیک اسید
کینوتانیک اسید (به انگلیسی: Kinotannic acid) با فرمول شیمیایی C۱۸H۱۸O۸ یک ترکیب شیمیایی است. 